# 游建强
游建强，浙江大学物理系教授，主要从事量子计算与量子信息、量子光学等方面的研究工作。入选中华人民共和国教育部2008年度"长江学者"特聘教授，曾任北京计算科学研究中心讲座教授、复旦大学物理系谢希德冠名教授。